# Oxalis paranaensis
Oxalis paranaensis är en harsyreväxtart som beskrevs av A. Lourteig. Oxalis paranaensis ingår i släktet oxalisar, och familjen harsyreväxter. Inga underarter finns listade i Catalogue of Life.